# Bobrowice (powiat żagański)
Bobrowice (niem. Boberwitz) – wieś w Polsce położona w województwie lubuskim, w powiecie żagańskim, w gminie Szprotawa. Wieś leży w Borach Dolnośląskich nad Bobrem.
W latach 1975–1998 miejscowość należała administracyjnie do województwa zielonogórskiego.

## Historia
W dawnych czasach wieś była własnością miasta Szprotawa. W pobliżu wsi dokonano cennego odkrycia, znaleziono szpilę z okresu kultury łużyckiej.

## Zabytki
Do wojewódzkiego rejestru zabytków wpisany jest:
- dom nr 10.